# Chlorissa unilinea
Chlorissa unilinea är en fjärilsart som beskrevs av W. Warren 1897. Chlorissa unilinea ingår i släktet Chlorissa och familjen mätare. Inga underarter finns listade i Catalogue of Life.